# ミレー (ブランド)
ミレー（Millet）は、フランスのアウトドア用品メーカーである。バックパック、寝袋等を製造している。現在のオーナー企業はラフマ（Lafuma）である。

## 沿革
- 1921年 - マルク・ミレー夫妻により、サン・フォン（Saint-Fons）にて創業。
- 1945年 - 会社経営を本格化させる。
- 1950年 - フランス初となるヒマラヤ登山隊に装備を提供する。この登山隊は、アンナプルナ初登頂を達成した。
- 1995年 - ラフマの傘下に入る。